# La balada de la caída de Gondolin
«La balada de la caída de Gondolin» (título original en inglés, «The Lay of the Fall of Gondolin») es un poema inacabado e inédito del escritor británico J. R. R. Tolkien. Se trata de una versión versificada de «La caída de Gondolin», cuento que el autor escribió en 1917 y que más tarde pasó a formar parte del libro al que él llamaba Cuentos perdidos. En Las baladas de Beleriand, Christopher Tolkien asegura sospechar que este fue el primer cuento que su padre versificó antes de comenzar a usar el verso aliterativo.
Consta de 130 versos que J. R. R. Tolkien compuso en algún momento durante el tiempo que pasó trabajando como profesor de Lengua inglesa en la Universidad de Leeds, entre 1920 y 1925. La historia no experimenta cambios serios con respecto al cuento sobre el que se basa y finaliza con la llegada de los dragones a las montañas septentrionales que rodeaban la ciudad y reino de Gondolin.